# Кубок Меланезії з футболу 1990
Кубок Меланезії 1990 року — третій розіграш турніру, що проходив у Вануату. В кубку брали участь п'ять збірних: Фіджі, Соломонові острови, Нова Каледонія, Вануату і Папуа-Нової Гвінеї.
Команди зіграли одна з одною по грі, а перемогу на турнірі вперше здобула збірна Вануату.

## Результати
| Збірна             | І | В | Н | П | ГЗ | ГП | О |
| ------------------ | - | - | - | - | -- | -- | - |
| Вануату            | 4 | 2 | 2 | 0 | 4  | 2  | 6 |
| Нова Каледонія     | 4 | 2 | 1 | 1 | 5  | 3  | 5 |
| Фіджі              | 4 | 1 | 3 | 0 | 2  | 1  | 5 |
| Соломонові Острови | 4 | 1 | 2 | 1 | 3  | 4  | 4 |
| Папуа Нова Гвінея  | 4 | 0 | 0 | 4 | 1  | 5  | 0 |

| 1 листопада 1990 |

| Фіджі | 0-0 | Соломонові Острови |
| ----- | --- | ------------------ |
|       |     |                    |

| Вануату |

| 1 листопада 1990 |

| Нова Каледонія | 0-1 | Вануату |
| -------------- | --- | ------- |
|                |     |         |

| Вануату |

| 3 листопада 1990 |

| Соломонові Острови | 1-1 | Вануату |
| ------------------ | --- | ------- |
|                    |     |         |

| Вануату |

| 3 листопада 1990 |

| Папуа Нова Гвінея | 1-2 | Нова Каледонія |
| ----------------- | --- | -------------- |
|                   |     |                |

| Вануату |

| 5 листопада 1990 |

| Нова Каледонія | 0-0 | Фіджі |
| -------------- | --- | ----- |
|                |     |       |

| Вануату |

| 5 листопада 1990 |

| Папуа Нова Гвінея | 0-1 | Вануату |
| ----------------- | --- | ------- |
|                   |     |         |

| Вануату |

| 6 листопада 1990 |

| Вануату | 1-1 | Фіджі |
| ------- | --- | ----- |
|         |     |       |

| Вануату |

| 6 листопада 1990 |

| Соломонові Острови | 1-0 | Папуа Нова Гвінея |
| ------------------ | --- | ----------------- |
|                    |     |                   |

| Вануату |

| 8 листопада 1990 |

| Папуа Нова Гвінея | 0-1 | Фіджі |
| ----------------- | --- | ----- |
|                   |     |       |

| Вануату |

| 8 листопада 1990 |

| Нова Каледонія | 3-1 | Соломонові Острови |
| -------------- | --- | ------------------ |
|                |     |                    |

| Вануату |

| Кубок Меланезії 1990 |
| -------------------- |
| Вануату 1-й титул    |